# Giuseppe Fonzi
Giuseppe Fonzi (Pescara, 2 de agosto de 1991) es un ciclista italiano que fue profesional entre 2014 y 2019.
En febrero de 2020 anunció su retirada a los 28 años de edad.

## Palmarés
- No consiguió ninguna victoria como profesional

## Resultados en Grandes Vueltas
Durante su carrera deportiva consiguió los siguientes puestos en las Grandes Vueltas:
| Carrera | Carrera         | 2014 | 2015 | 2016 | 2017  | 2018  | 2019 |
| ------- | --------------- | ---- | ---- | ---- | ----- | ----- | ---- |
|         | Giro de Italia  | —    | —    | —    | 161.º | 149.º | —    |
|         | Tour de Francia | —    | —    | —    | —     | —     | —    |
|         | Vuelta a España | —    | —    | —    | —     | —     | —    |

—: no participa

Ab.: abandono